# Ministrowie ds. Stosunków z Kościołem Danii

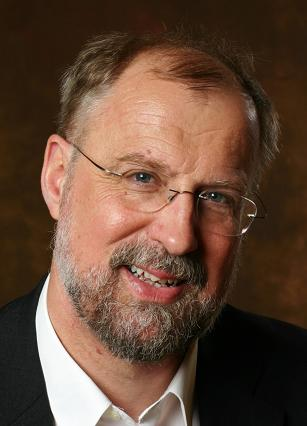
Johannes Lebech

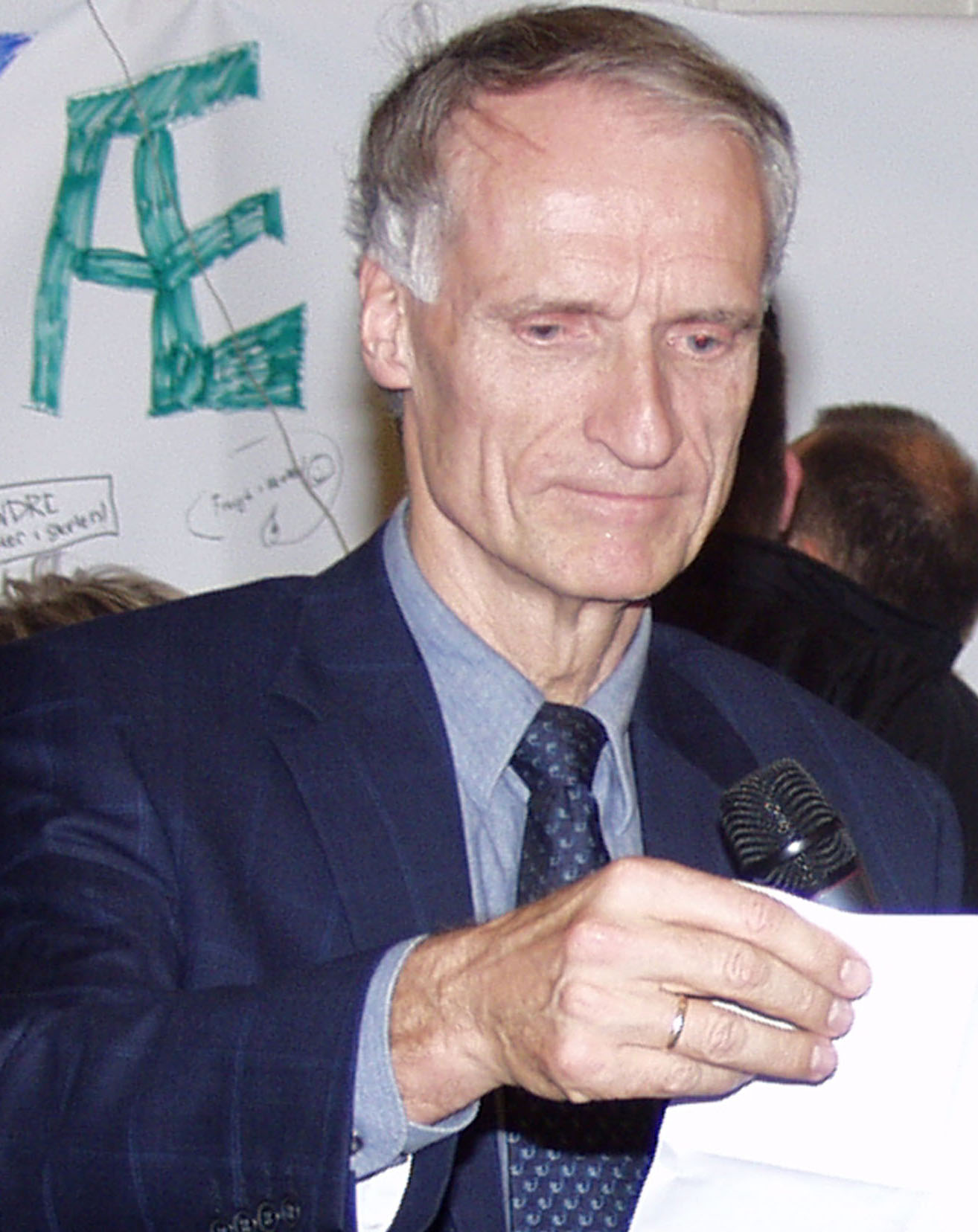
Bertel Haarder

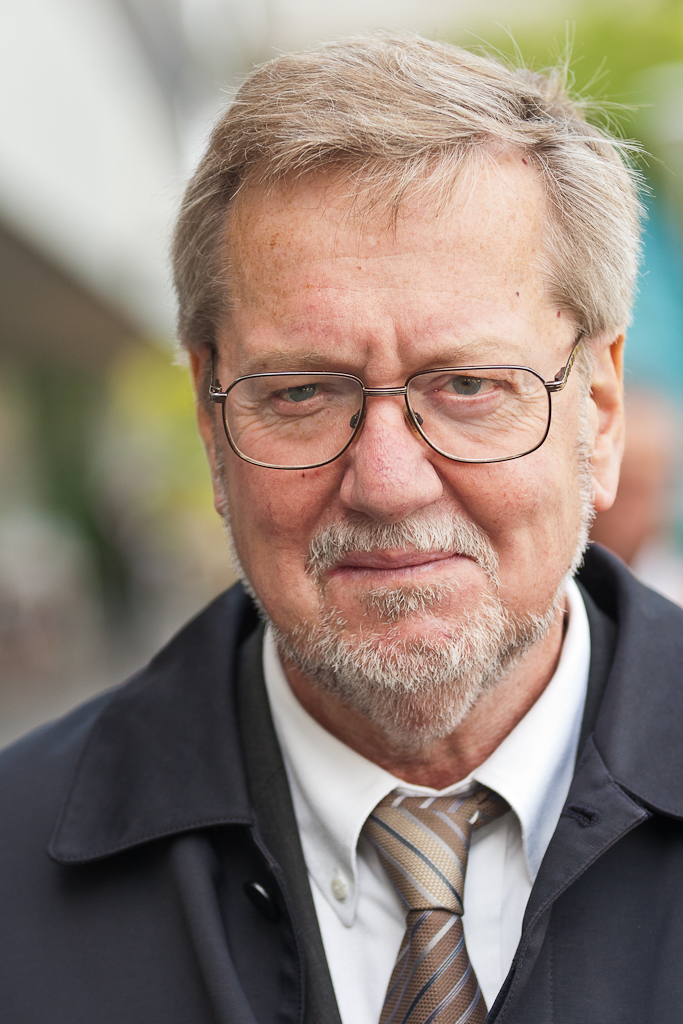
Per Stig Møller

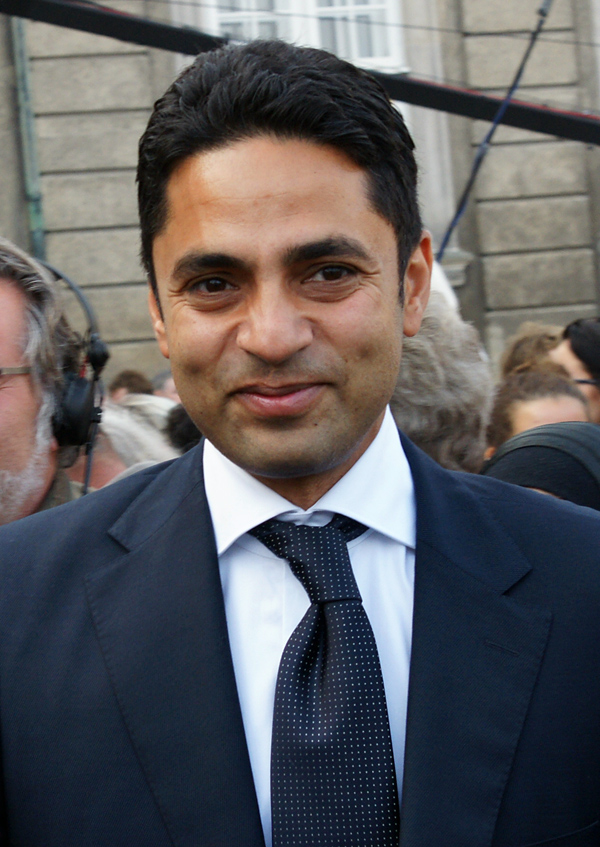
Manu Sareen

## Lista duńskich ministrów ds. Stosunków z Kościołem (od1916)
| Od                   | Do                   | Minister ds. Stosunków z Kościołem                              | Ur.-Zm.                                                         |
| -------------------- | -------------------- | --------------------------------------------------------------- | --------------------------------------------------------------- |
| 28 września 1916     | 30 marca 1920        | Thorvald. V. Povlsen (Det Radikale Venstre)                     | 1868-1942                                                       |
| 30 marca 1920        | 5 kwietnia 1920      | H. Edvard Hass (bezpartyjny)                                    | 1866-1946                                                       |
| 5 kwietnia 1920      | 5 maja 1920          | C. E. A. Ammentorp (bezpartyjny)                                | 1862-1947                                                       |
| 5 maja 1920          | 15 sierpnia 1922     | Jens Christian Christensen (Venstre)                            | 1856-1930                                                       |
| 15 sierpnia 1922     | 23 kwietnia 1924     | J. Christian Lindberg Appel (Venstre)                           | 1866-1931                                                       |
| 23 kwietnia 1924     | 14 grudnia 1926      | Niels Peter Lorentsen Dahl (Socialdemokraterne)                 | 1869-1936                                                       |
| 14 grudnia 1926      | 30 kwietnia 1929     | Fritz Charles Bruun-Rasmussen (Venstre)                         | 1870-1964                                                       |
| 30 kwietnia 1929     | 4 listopada 1935     | Niels Peter Lorentsen Dahl (Socialdemokraterne)                 | 1869-1936                                                       |
| 4 listopada 1935     | 8 lipca 1940         | Johannes Hansen (Socialdemokraterne)                            | 1881-1953                                                       |
| 8 lipca 1940         | 9 listopada 1942     | Vilhelm Fibiger (Konserwatywna Partia Ludowa)                   | 1886-1978                                                       |
| 9 listopada 1942     | 29 sierpnia 1943     | Valdemar Holbøll (bezpartyjny)                                  | 1871-1954                                                       |
| 29 sierpnia 1943     | 5 maja 1945          | brak duńskiego rządu, zamiast niego funkcjonuje stały sekretarz | brak duńskiego rządu, zamiast niego funkcjonuje stały sekretarz |
| 5 maja 1945          | 7 listopada 1945     | Arne K. Sørensen (Jedność duńska)                               | 1906-1978                                                       |
| 7 listopada 1945     | 12 listopada 1945    | Mads Rasmussen Hartling (Venstre)                               | 1885-1960                                                       |
| 12 listopada 1945    | 13 listopada 1947    | Carl Martin Hermansen (Venstre)                                 | 1897-1976                                                       |
| 13 listopada1947     | 16 września 1950     | Frede Nielsen(Socialdemokraterne)                               | 1891-1954                                                       |
| 16 września 1950     | 30 października 1950 | Bodil Koch (Socialdemokraterne)                                 | 1903-1972                                                       |
| 30 października 1950 | 13 września 1951     | Jens Sønderup (Venstre)                                         | 1894-1978                                                       |
| 13 września 1951     | 30 września 1953     | Carl Martin Hermansen (Venstre)                                 | 1897-1976                                                       |
| 30 września 1953     | 28 listopada 1966    | Bodil Koch (Socialdemokraterne)                                 | 1903-1972                                                       |
| 28 listopada 1966    | 2 lutego 1968        | Orla Møller (Socialdemokraterne)                                | 1916-1979                                                       |
| 2 lutego 1968        | 11 października 1971 | Arne Fog Pedersen (Venstre)                                     | 1911-1984                                                       |
| 11 października 1971 | 19 grudnia 1973      | Dorte Bennedsen (Socialdemokraterne)                            | 1938-                                                           |
| 19 grudnia 1973      | 13 lutego 1975       | Kresten Damsgaard (Venstre)                                     | 1903-1992                                                       |
| 13 lutego 1975       | 30 sierpnia 1978     | Jørgen Peder Hansen (Socialdemokraterne)                        | 1923-1994                                                       |
| 30 sierpnia 1978     | 26 października 1979 | Egon Carlo Larsen Jensen(Socialdemokraterne)                    | 1922-1984                                                       |
| 26 października 1979 | 20 stycznia 1981     | Jørgen Peder Hansen (Socialdemokraterne)                        | 1923-1994                                                       |
| 20 stycznia 1981     | 10 września 1982     | Tove Lindbo Larsen (Socialdemokraterne)                         | 1928-                                                           |
| 10 września 1982     | 23 lipca 1984        | Elsebeth Koch-Petersen (Venstre)                                | 1949-                                                           |
| 23 lipca 1984        | 3 czerwca 1988       | Mette Madsen (Venstre)                                          | 1924-                                                           |
| 3 czerwca 1988       | 25 stycznia 1993     | Torben Rechendorff (Konserwatywna Partia Ludowa)                | 1937-                                                           |
| 25 stycznia 1993     | 27 września 1994     | Arne O. Andersen (Centrum-Demokraterne)                         | 1939-                                                           |
| 27 września 1994     | 30 grudnia 1996      | Birte Weiss (Socialdemokraterne)                                | 1941-                                                           |
| 30 grudnia 1996      | 23 marca 1998        | Ole Vig Jensen (Det Radikale Venstre)                           | 1936-                                                           |
| 23 marca 1998        | 21 grudnia 2000      | Margrethe Vestager (Det Radikale Venstre)                       | 1968-                                                           |
| 21 grudnia 2000      | 27 listopada 2001    | Johannes Lebech (Det Radikale Venstre)                          | 1948-                                                           |
| 27 listopada 2001    | 18 lutego 2005       | Tove Fergo (Venstre)                                            | 1946-                                                           |
| 18 lutego 2005       | 25 listopada 2007    | Bertel Haarder (Venstre)                                        | 1944-                                                           |
| 23 listopada 2007    | 8 marca 2011         | Birthe Rønn Hornbech (Venstre)                                  | 1943-                                                           |
| 8 marca 2011         | 3 października 2011  | Per Stig Møller (Konserwatywna Partia Ludowa)                   | 1942-                                                           |
| 3 października 2011  | sprawuje urząd       | Manu Sareen (Det Radikale Venstre)                              | 1967-                                                           |